# Dick Casablancas
Pour les articles homonymes, voir Casablancas.
 (décembre 2023).
Si vous disposez d'ouvrages ou d'articles de référence ou si vous connaissez des sites web de qualité traitant du thème abordé ici, merci de compléter l'article en donnant les références utiles à sa vérifiabilité et en les liant à la section « Notes et références ».
Richard « Dick » Casablancas, Jr. est un personnage fictif de la série télévisée Veronica Mars. Il est incarné par Ryan Hansen.

## Biographie du personnage
Richard « Dick » Casablancas Junior est le fils aîné de Richard « Big Dick » Casablancas, qui fait partie des riches hommes d'affaires de Neptune, et de Betina. Son père s'est remarié avec une ancienne pom-pom girl, Kendall.
Dick a un petit frère, Cassidy Casablancas, qu'il surnomme Beaver (« Castor » en français), et dont il aime se moquer. Dick et Cassidy sont des amis de Logan Echolls.
Il déteste Veronica qu'il considère comme une traînée et il le fait remarquer à Logan quand il découvre qu'ils ont une relation.
Au début de la saison 3, on apprend que Dick est scolarisé à Hearst c'est-à-dire dans la même université que Veronica et Logan. Il est dans la confrérie des "Pi Sig" mais, beaucoup de choses ont changé... Depuis la mort de Cassidy, son jeune frère, Dick est rongé par la culpabilité et ignore Logan (Logan : « J'ai gueulé son nom et il m'a fait un doigt »), il devient de plus en plus obscène avec les filles et se retrouve accusé de viol. Après s'être réconcilié avec Logan, il demande à Veronica de le disculper.
Dans la saison 4, il est devenu acteur. 

### Vie amoureuse
Étant un garçon "macho", on ne peut pas dire grand chose de Dick. Mis à part le fait qu'il est très attiré par Madison Sinclair. À la fin de la saison 3, Dick essayera d'embrasser Mac qu'il n'aime pas (c'est l'ex petite-amie de son frère décédé) mais elle refusera.

## Play It Again, Dick
En 2014, une web-série métafictionnelle intitulée Play It Again, Dick est lancée sur Internet. Dans cette série dérivée de huit épisodes, Ryan Hansen tente de monter une série centrée sur son personnage.